# 克丽丝特尔·威克斯
克丽丝特尔·威克斯·冈萨雷斯（Crystal Weekes González，1998年1月14日—）来自美国本土纽约，是一名波多黎各女子跆拳道运动员。她的祖父是波多黎各人，她在家中五个孩子中排行老四，她的兄弟姐妹也都练习跆拳道。她最初代表美国本土参赛，2012年首次获得世界青年锦标赛奖牌，2014年开始代表波多黎各参赛，2022年，她在世界锦标赛上获得女子73公斤级铜牌，这是她的首个世锦赛奖牌。